# Babushka Adoption Foundation
Babushka Adoption Foundation es una organización no gubernamental ubicada en Biskek, Kirguistán fundada en 1989 por Markus Muller. 
El objetivo de la fundación es el de proveer soporte de personas mayores que no tienen familia que pueda proveer soporte para ellos en Kirguistán.
El objetivo de Babushka Adoption no es el de reemplazar a los servicios sociales del país sino más bien el de trabajar con ellos para ayudar a los ciudadanos mayores en tiempos difíciles.
Un participante puede adoptar a una persona mayor con diez dólares norteamericanos por mes con lo cual va a ayudar en la adquisición de vestimenta, alimentación cuidados médicos y otras necesidades importantes. 